# A 7T
A 7T (eredeti cím: The 7D) 2014-től 2016-ig futott amerikai televíziós 2D-s számítógépes animációs fantasy sorozat, amelyet Noah Z. Jones alkotott és Alfred Gimeno, Jeff Gordon, Charles Visser és Tom Warburton rendezett.
A sorozatot Amerikában 2014. július 7-én a Disney XD, míg Magyarországon 2014. december 7-én a Disney Channel mutatta be.
A sorozat főszereplői a Hófehérkéből ismert 7 törpe.

## Ismertető
A történet a 7 törpéről szól, akik szokásosan élik hétköznapi életüket Jollywoodban. A 7 törpe mindig készen áll segíteni a királynénak és a gonoszokat, Hildit és Brutit is elintézik.

## Szereplők

### A 7T
| Szereplő | Eredeti hang             | Magyar hangja      |
| -------- | ------------------------ | ------------------ |
| Morgó    | Maurice LaMarche         | Kerekes József     |
| Tudor    | Bill Farmer              | Beregi Péter       |
| Szende   | Billy West               | Nagy Dániel Viktor |
| Vidor    | Kevin Michael Richardson | Forgács Gábor      |
| Szundi   | Stephen Stanton          | Viczián Ottó       |
| Kuka     | Dee Bradley Baker        | Szokol Péter       |
| Hapci    | Scott Menville           | Fekete Zoltán      |

### Gloomék
| Szereplő                | Eredeti hang   | Magyar hangja   |
| ----------------------- | -------------- | --------------- |
| Hildegart "Hildy" Gloom | Kelly Osbourne | Molnár Ilona    |
| Grimwold "Grim" Gloom   | Jess Harnell   | Kárpáti Levente |

### Jollywood-i szereplők
| Szereplő          | Eredeti hang      | Magyar hangja     |
| ----------------- | ----------------- | ----------------- |
| Bűbáj királynő    | Leigh-Allyn Baker | Vándor Éva        |
| Lord Starchbottom | Paul Rugg         | Karácsonyi Zoltán |

### Visszatérő szereplők
| Szereplő     | Eredeti hang      | Magyar hangja   |
| ------------ | ----------------- | --------------- |
| Varázs tükör | Whoopi Goldberg   | Kocsis Mariann  |
| Kristálygömb | Jay Leno          | Kassai Károly   |
| Sir Ebször   | Bill Farmer       | Kisfalusi Lehel |
| Aranyfürt    | Leigh-Allyn Baker | Laudon Andrea   |

## Epizódok
| Évad | Évad | Epizódok | Eredeti sugárzás | Eredeti sugárzás     | Magyar sugárzás    | Magyar sugárzás   |
| Évad | Évad | Epizódok | Évadpremier      | Évadfinálé           | Évadpremier        | Évadfinálé        |
| ---- | ---- | -------- | ---------------- | -------------------- | ------------------ | ----------------- |
|      | 1.   | 24       | 2014. július 7.  | 2015. szeptember 12. | 2014. december 7.  | 2016. február 27. |
|      | 2    | 20       | 2016. január 23. | 2016. november 5.    | 2016. augusztus 1. | 2020. március 1.  |